# Romain Kremer
Romain Kremer, nacido el 1 de abril de 1982 en Villefranche-de-Rouergue, en el departamento de Aveyron, es un diseñador francés.

## Biografía
Estudió Artes aplicadas y se diplomó en l'École de mode Duperré de París en 2002. Es un apasionado de la danza, en la cual se formó durante seis años.

## Premios y distinciones
En 2005, obtiene el premio de creatividad en el XX Festival Internacional de la Moda y de la Fotografía de Hyères.

## Proyectos multidisciplinares

### Fundación Cartier
2005: Realización de una instalación-performance para la Fundación Cartier en el marco de las Noches Nómadas.

### «en:trance»
En 2006, Romain Kremer se enfrasca en el proyecto de creación contemporánea «en:trance» que decodifica las interacciones entre escena, artes plásticas e investigación sobre la moda. En este proyecto, tiene la ocasión de trabajar en colaboración con el coreógrafo Christian Rizzo, entre otros. Esta operación se realizó con la colaboración de las escuelas de arte francesas (la École nationale supérieure des beaux-arts, la École nationale supérieure de création industrielle, el Centre national des arts plastiques y el Centre national de la danse) y se presentó en talleres de trabajo, conferencias y exposiciones.

### Studio Harcourt
En 2010, Studio Harcourt pone en escena y fotografía las colecciones de moda anteriores de Romain Kremer. «Retrospectrum Romain Kremer» se presentó en París el 27 de junio de 2010 y también se expuso en las principales capitales europeas de la moda. Las fotografías de la exposición figurarán más adelante en un libro titulado L'Art du portrait selon Studio Harcourt: Secrets et techniques, creado por Studio Harcourt a finales del año 2010.

## Creador de moda

### Romain Kremer
Inmediatamente después de recibir el premio de la creatividad en Hyènes, Romain Kremer lanza la marca homónima de ropa prêt à porter para hombre, mientras participa regularmente en los desfiles de moda parisinos durante la tradicional Fashion Week de París. Emplea muy a menudo colores fluorescentes, materiales plásticos y juegos de transparencias para hacer sus creaciones futuristas. El diseñador francés destaca rápidamente gracias a su estilo inconformista y rebelde. La relación entre la ropa y el cuerpo, y el uso de la música electrónica consiguieron que el diario New York Times dijese que estaba claro que el joven francés sabía dar espectáculo. Un estilo que algunos no dudan en comparar al de Pierre Cardin en los años 60, como en el caso, por ejemplo, de los desfiles de otoño-invierno de 2009 y el de primavera-verano de 2011. Dejaron de hacerse desfiles de su marca cuando Romain Kremer se incorporó a Maison Mugler.

### Maison Mugler
La salida de Rosemary Rodriguez de la Maison Mugler conlleva, en septiembre de 2010, la formación de un triunvirato para dirigir la empresa: Romain Kremer para las colecciones masculinas, Sébastien Peigné para las colecciones femeninas y Nicola Formichetti como director artístico.
Entre 2011 y 2013, Romain Kremer se convierte en el creador responsable de la colección de ropa prêt à porter para hombre de la firma Thierry Mugler en colaboración con el director artístico Nicola Formichetti.
La colección de otoño-invierno de 2013 demuestra el regreso de la vitalidad a Mugler; una renovada dirección llevada a cabo por el dúo formado por Romain Kremer y Nicola Formichetti; misión cumplida, según el New York Times. La colaboración llega a su fin en abril de 2013.

## Diseñador

### Camper
La marca española de calzado Camper invita de forma regular a varios diseñadores a participar en la creación tanto de sus tiendas como de sus colecciones. La colección Together se caracteriza por su originalidad (los propios diseñadores crean los modelos), una fabricación artesanal y una distribución selectiva. Camper invitó por primera vez a Romain Kremer a crear su colección Together en la temporada 2009/2010. Desde entonces, Kremer ha continuado colaborando con Camper: la del 2014 fue la octava colección de zapatos que presentó para la colección Camper Together.
Esta colaboración de larga duración desemboca en su nombramiento, en junio de 2014, como director creativo de la firma Camper.

### Mykita
2009-2011: Colaboración en colecciones de gafas de sol de Mykita, firma alemana especializada en lentes. Esta colaboración dio lugar a la creación de tres modelos de pares de gafas: Romain, Yuri y Gordon.
La primera montura, denominada Romain, se inspira en un antiguo sistema de protección de los ojos empleado por los inuit. Fue diseñada por Romain Kremer y presentada para la temporada de primavera-verano de 2010.
El modelo Yuri, presentado para la segunda temporada con Mykita, tuvo un repentino éxito cuando Lady Gaga fue fotografiada con ellas durante una salida pública en Londres. Las gafas eran tan surrealistas que Los Angeles Times se preguntó quién podría llevar semejante casco.
Para su última colaboración con Mykita durante la temporada de otoño-invierno de 2011, Romain Kremer presentó un par de gafas llamado Gordon.